# Louloute (film)
Pour plus de détails, voir Fiche technique et Distribution.
Louloute est un film français réalisé par Hubert Viel et sorti en 2020.

## Synopsis
Trentenaire angoissée et déprimée, Louise, qui est professeure, revisite son passé. Elle se souvient de ses dix ans, au temps où elle répondait au surnom de Louloute. Ses parents étaient éleveurs en Pays d'Auge et sans qu'elle s'en rende bien compte, vivaient au jour le jour une situation de crise. Endettés, ils étaient constamment dans la peur du lendemain. Mais Louloute, elle, vivait sa vie plutôt joyeuse de petite fille. Elle aimait indifféremment les vaches, le rêve, les gros pulls en laine, le club Dorothée à la télévision...

## Fiche technique
- Titre : Louloute
- Réalisation : Hubert Viel
- Assistant réalisateur et co-monteur : Léo Richard
- Scénario : Hubert Viel, Géraldine Keiflin
- Photographie : Alice Desplats
- Décors : Marine Fronty
- Costumes : Céline Brelaud
- Son : Térence Meunier / Montage son : Olivier Voisin
- Montage et cadrage : Fabrice du Peloux
- Musique : Frédéric Alvarez
- Lieu de tournage : Valorbiquet (Tordouet)[1]
- Société de production : Bathysphère Production / Coproduction : Artisans du Film / SOFICA : Cinéventure 4
- Société de distribution : Tandem
- Pays de production :  France
- Langue originale : français
- Format : couleur, 1.66, 5.1
- Genre : drame
- Durée : 87 minutes
- Dates de sortie :
  - France : 16 octobre 2020 (Festival international du film de La Roche-sur-Yon) ; 18 août 2021 (sortie nationale)
  - Belgique : 18 août 2021

## Distribution
- Alice Henri : Louise dite Louloute
- Laure Calamy : Isabelle
- Bruno Clairefond : Jean-Jacques
- Erika Sainte : Louise adulte
- Anna Mihalcea : Nathalie adulte
- Pierre Perrier : Kévin adulte
- Olivier Saladin : Dany
- Hannah Castel-Chiche : Nathalie enfant
- Rémi Baranger : Kévin enfant
- Hubert Viel : le notaire

## Sélections
- Festival du film de Belfort - Entrevues 2020[2]
- Festival de cinéma européen des Arcs 2020[3]
- Festival international du film de Mannheim-Heidelberg 2021[4]
- Festival de films francophones CINEMANIA 2021

## Accueil critique
Le film est bien accueilli par la critique qui le décrit comme un « beau film de souvenirs » sur les années 1980.  